# Tim Mastnak
Tim Mastnak, slovenski deskar na snegu, * 31. januar 1991, Celje.

## Kariera
Maturiral je na Gimnaziji Lava v Celju. Kariero je začel leta 2011, ko je postal mladinski svetovni prvak v paralelnem veleslalomu ter dosegel 4. mesto v paralelnem slalomu. Svojo prvo zmago v svetovnem pokalu je dosegel 10. marca 2018 na paralelnem veleslalomu v Scuolu. V karieri je dosegel dve zmagi in trikrat stal na stopničkah.

### 2019: Svetovni podprvak
Na svetovnem prvenstvu v Park Cityju v paralelnem veleslalomu, 4. februarja 2019 je osvojil naslov svetovnega podprvaka.

## Svetovni pokal

### Zmage v svetovnem pokalu
| Zmage v svetovnem pokalu |            |         |                      |
| Datum                    | Prizorišče | Država  | Disciplina           |
| 10. marec 2018           | Scuol      | Švica   | Paralelni veleslalom |
| 13. december 2018        | Carezza    | Italija | Paralelni veleslalom |